# Giovanni Bernardino Pollinari
Giovanni Bernardino Pollinari (Piacenza, 27 febbraio 1813 – Piacenza, 5 ottobre 1896) è stato un pittore italiano.

## Biografia
Iniziò a studiare all'Istituto d'arte Gazzola di Piacenza con Giuseppe Gherardi e Antonio Gemmi, poi grazie al mecenatismo del marchese Bernardino Mandelli, nel 1824 andò a Roma a studiare e lavorare negli studi dei pittori Tommaso Minardi, Vincenzo Camuccini e Gaspare Landi. Nel 1835 espose a Brera una Maddalena eseguita per Maria Luisa d'Asburgo-Lorena.
Tornato a Piacenza, dipinse una Immacolata Concezione per la chiesa di San Raimondo e il sipario del Teatro Filodrammatico con il soggetto Alessandro Farnese riceve gli ambasciatori della città durante l’assedio di Anversa. Pittore eminentemente di ritratti, nel 1868 eseguì il ritratto di Vittorio Emanuele II. La Galleria d'arte moderna Ricci Oddi di Piacenza conserva il ritratto del conte Caracciolo e quello della famiglia di Antonio Francischelli. 
Pollinari divenne professore all'Istituto Gazzola e tra i suoi allievi vi fu Emilio Perinetti.

## Scritti
- Scritti d'arte, Piacenza, Vincenzo Porta libraio editore, 1894